# ミルコ・ヨジッチ
ミルコ・ヨジッチ（Mirko Jozić、1940年4月8日 - ）は、クロアチアの元サッカー選手。元クロアチア代表。ポジションはミッドフィールダー。

## 来歴
2000年11月にクロアチア代表監督に就任。就任時、2002 FIFAワールドカップ・ヨーロッパ予選で2引き分けの状態だったが、就任後は、5勝1分（通算5勝3分）でグループ1位となり、2002 FIFAワールドカップ出場権を獲得した。2002 FIFAワールドカップでも指揮を執ったが、グループステージで敗退、大会後に退任した。